# Schwabhausen (Turíngia)
Schwabhausen é um município da Alemanha localizado no distrito de Gota, estado da Turíngia.
A erfüllende Gemeinde (português: municipalidade representante ou executante) para determinadas funções administrativas é o município de Günthersleben-Wechmar.

## Demografia
População em 31 de dezembro de cada ano:
| - 1994 - 688 - 1995 - 699 - 1996 - 715 - 1997 - 730 | - 1998 - 737 - 1999 - 734 - 2000 - 732 - 2001 - 717 | - 2002 - 711 - 2003 - 698 - 2004 - 715 - 2005 - 714 |

Fonte: Thüringer Landesamt für Statistik